# (72520) 2001 DB88
2001 دي بي 88 (ويعرف أيضًا باسم (72520) 2001 دي بي 88 وفق تسمية الكوكب الصغير) (بالإنجليزية: 2001 DB88)‏ هو كويكب ضمن حزام الكويكبات؛ وترتيبه 72520 من حيث الاكتشاف.
اكتُشف هذا الجُرم الفلكي بواسطة Paul G. Comba ‏ في 24 فبراير 2001.

## وصلات خارجية
- (72520) 2001 DB88 في قاعدة بيانات مختبر الدفع النفاث لأجرام النظام الشمسي الصغيرة

- الاكتشاف · مخطط المدار ·  العناصر المدارية · المعلمات المادية

- (72520) 2001 DB88 على موقع ويكي سكاي: DSS2, SDSS, GALEX, IRAS, Hydrogen α, X-Ray, Astrophoto, Sky Map, Articles and images